# Rusbyella
Rusbyella é um género botânico pertencente à família das orquídeas (Orchidaceae).